# Carmen Borrego
María del Carmen Borrego Campos (Málaga, España, 30 de octubre de 1966) es una directora y colaboradora de programas de televisión española. 

## Biografía
Su primer trabajo fue en la radio, en Cadena SER, donde trabajó como productora junto con Iñaki Gabilondo. Posteriormente, saltó a la televisión, trabajando durante ocho años en los informativos de la cadena de pago Canal+.
En 1998 se convirtió en directora adjunta del programa de Telecinco Día a día, hasta 2004. Posteriormente, se pasó a Antena 3 con Cada día presentado por su madre, María Teresa Campos, hasta 2005. A partir de ese año, continúa con su trabajo de dirección en programas autonómicos como Cerca de ti o A tu vera.
En 2016 se hizo mayormente conocida gracias a su participación como protagonista, junto con su madre y su hermana, en el docu reality Las Campos, una producción de La Fábrica de la Tele que emitió Telecinco entre 2016 y 2018. Posteriormente, ya delante de las cámaras, colabora en varios programas de Mediaset como Sálvame, Deluxe, Mujeres y hombres y viceversa, El debate de Supervivientes o Viva la vida, además de haber sido concursante (y ganadora) de Ven a cenar conmigo: Gourmet edition (donde concursa con El Dioni, Víctor Sandoval y Bibiana Fernández. También ha sido miembro del jurado en el programa A tu vera mini.
En 2019 abandona Sálvame y todos sus espacios derivados debido a un conflicto con sus compañeros. Es en ese mismo momento cuando comienza a colaborar en Viva la vida.
En 2020 debuta como actriz en la serie de televisión de Atresplayer Veneno, donde interpreta a una colaboradora de televisión en un episodio.
En 2021 participó como concursante de La última cena junto a Kiko Hernández y colaboró en el programa  Viva el verano.
Con el comienzo de la temporada televisiva 2021-2022, regresó a los programas Sábado Deluxe y Sálvame, convirtiéndose junto a la modelo Alba Carrillo en las nuevas incorporaciones. De esta forma, abandonó su puesto en Viva la vida.
El 2 de enero de 2023, varios meses después de anunciarlo, dirigió de manera puntual Sálvame.
Tras el final de Sálvame y de su derivado Deluxe, comenzó a colaborar en La última noche, también en Telecinco, aunque el programa se canceló tras 6 emisiones por sus escasos datos de audiencia. En septiembre de 2023 fichó como colaboradora de los programas Vamos a ver y Así es la vida en Telecinco. 
En marzo de 2024 se anunció su participación en Supervivientes, reality que debió abandonar por prescripción médica en la cuarta semana de concurso.
En julio de 2024, con el comienzo de la temporada veraniega televisiva, pierde uno de sus trabajos con el final de Así es la vida.

## Vida privada
Es la hija menor de la periodista María Teresa Campos, y hermana pequeña de la presentadora de televisión Terelu Campos. 
Tiene dos hijos con su primer marido,y 2014 contrajo de nuevo matrimonio el empresario José Carlos Bernal Zamorano, a quien conoció cuando trabajaba en Canal Sur.

## Trayectoria

### Programas de televisión

#### Como colaboradora
| Año                      | Título                                  | Notas                   | Cadena                        |
| ------------------------ | --------------------------------------- | ----------------------- | ----------------------------- |
| 2016-2018                | Las Campos                              | Protagonista            | Telecinco                     |
| 2017-2020; 2024-presente | Supervivientesː Conexión Honduras       | Colaboradora            | Telecinco                     |
| 2017                     | A tu vera mini                          | Jurado                  | Castilla-La Mancha Televisión |
| 2017                     | Mujeres y hombres y viceversa           | Opinionista             | Telecinco                     |
| 2017-2019; 2021-2023     | Sálvame                                 | Colaboradora            | Telecinco                     |
| 2017-2019; 2021-2023     | Viernes Deluxe                          | Colaboradora            | Telecinco                     |
| 2019-2021                | Viva la vida                            | Colaboradora            | Telecinco                     |
| 2019-2023                | Deluxe                                  | Invitada                | Telecinco                     |
| 2020                     | Está pasando                            | Colaboradora            | Telemadrid                    |
| 2021; 2023-presente      | Supervivientes: Tierra de Nadie         | Colaboradora            | Telecinco                     |
| 2021                     | Viva el verano                          | Colaboradora            | Telecinco                     |
| 2023                     | La última noche                         | Colaboradora            | Telecinco                     |
| 2023-2024                | Así es la vida                          | Colaboradora            | Telecinco                     |
| 2023-presente            | Vamos a ver                             | Colaboradora            | Telecinco                     |
| 2024                     | ¡De viernes!                            | Invitada                | Telecinco                     |
| 2024                     | ¿Quién dijo quiero ir a Supervivientes? | Colaboradora            | Mitele PLUS                   |
| 2024                     | TardeAR                                 | Colaboradora invitada   | Telecinco                     |
| 2024-presente            | Vamos a ver verano                      | Colaboradora            | Telecinco                     |
| 2025                     | ¡De viernes!                            | Colaboradora            | Telecinco                     |
| 2025                     | Gran Hermano Dúo: Límite 48 horas       | Colaboradora            | Telecinco                     |
| 2025                     | Tardear                                 | Colaboradora en sección | Telecinco                     |

#### Como directora
| Año       | Título                           | Notas             | Cadena                                    |
| --------- | -------------------------------- | ----------------- | ----------------------------------------- |
| 1995-1996 | Lo + Plus                        | Directora         | Canal+                                    |
| 1998-2004 | Día a día                        | Directora         | Telecinco                                 |
| 2001      | Tu dirás                         | Directora         | Telecinco                                 |
| 2004-2005 | Cada día                         | Directora         | Antena 3                                  |
| 2004      | Mirando al mar                   | Directora         | Antena 3                                  |
| 2006      | Lo que inTeresa                  | Directora         | Antena 3                                  |
| 2008-2009 | El día es nuestro                | Directora         | Canal Extremadura                         |
| 2009-2014 | A tu vera                        | Directora         | Castilla-La Mancha Televisión             |
| 2010      | En boca de todos                 | Directora         | La 10                                     |
| 2010      | Curri y Compañía                 | Directora         | La 10                                     |
| 2011-2014 | Cerca de ti                      | Directora         | Castilla-La Mancha Televisión / Canal Sur |
| 2023      | Sálvame                          | Directora puntual | Telecinco                                 |
| 2024      | Homenaje a María Teresa Campos   | Directora         | La 1                                      |
| 2024      | María Teresa Campos, a su manera | Directora         | La 1                                      |

#### Como concursante
| Año       | Título                               | Notas                            | Cadena    |
| --------- | ------------------------------------ | -------------------------------- | --------- |
| 2019      | Sálvame Okupa                        | Concursante (Cuarta expulsada)   | Telecinco |
| 2020      | Ven a cenar conmigo: Gourmet edition | Participante (Ganadora)          | Cuatro    |
| 2021      | La última cena                       | Participante (Segunda finalista) | Telecinco |
| 2022-2023 | Sálvame Fashion Week                 | Participante                     | Telecinco |
| 2022      | Mediafest Night Fever                | Participante                     | Telecinco |
| 2024      | Supervivientes 2024                  | Concursante (Abandono forzoso)   | Telecinco |

### Series de televisión
| Año  | Título | Personaje  | Cadena      | Notas                                            |
| ---- | ------ | ---------- | ----------- | ------------------------------------------------ |
| 2020 | Veneno | Ella misma | Atresplayer | Episodio: «Los tres entierros de Cristina Ortiz» |